# Pristiglottis macrantha
Pristiglottis macrantha är en orkidéart som först beskrevs av Joseph Dalton Hooker, och fick sitt nu gällande namn av Jeffrey James Wood och Gunnar Seidenfaden. Pristiglottis macrantha ingår i släktet Pristiglottis och familjen orkidéer. Inga underarter finns listade i Catalogue of Life.